# Chojnów (landgemeente)
De gemeente Chojnów is een landgemeente in het Poolse woiwodschap Neder-Silezië, in powiat Legnicki.
De zetel van de gemeente is in de stad Chojnów, die zelf geen deel uitmaakt van de landgemeente maar een aparte stadsgemeente is.
Op 30 juni 2004 telde de gemeente 9364 inwoners.

## Oppervlakte gegevens
In 2002 bedroeg de totale oppervlakte van gemeente Chojnów 231,17 km², waarvan:
- agrarisch gebied: 69%
- bossen: 20%

De gemeente beslaat 31,05% van de totale oppervlakte van de powiat.

## Demografie
Stand op 30 juni 2004:
| Omschrijving                   | Totaal | Totaal | Vrouwen | Vrouwen | Mannen | Mannen |
| ------------------------------ | ------ | ------ | ------- | ------- | ------ | ------ |
| eenheid                        | aantal | %      | aantal  | %       | aantal | %      |
| inwoners                       | 9364   | 100    | 4661    | 49,8    | 4703   | 50,2   |
| bevolkingsdichtheid (inw./km²) | 40,5   | 40,5   | 20,2    | 20,2    | 20,3   | 20,3   |

In 2002 bedroeg het gemiddelde inkomen per inwoner 1192,99 zł.

## Plaatsen
- Biała
- Biskupin
- Brzozy
- Budziwojów
- Czernikowice
- Dębrzyno
- Dobroszów
- Dzwonów
- Goliszów
- Gołaczów
- Groble
- Jaroszówka
- Jerzmanowice
- Kobiałka
- Kolonia Kołłątaja
- Kondradówka
- Krzywa
- Michów
- Niedźwiedzice
- Okmiany
- Osetnica
- Pawlikowice
- Pątnów
- Piotrowice
- Rokitki
- Stary Łom
- Strupice
- Witków
- Witkówek
- Zamienice